# Burg Sulzburg (Lautertal)
Die Sulzburg ist die Ruine einer spätmittelalterlichen Spornburg bei Unterlenningen im Landkreis Esslingen in Baden-Württemberg.

## Geografische Lage
Die Ruine liegt auf 492 m ü. NN über dem Lautertal. Von Unterlenningen aus kann man sie in etwa einer Viertelstunde bequem erreichen. Von hier geht der Blick hinunter ins Lenninger Tal.

## Geschichte
Die Entstehungsumstände der Burg Sulzburg ist nicht gesichert, als möglicher Bauherr kommt Heinrich von Neidlingen oder dessen Vater Ulrich in Frage. 1335 wird die Burg erstmal urkundlich als „Festi Sulzpurch“ genannt. Die Herren von Neidlingen verpflichten sich in diesem Zusammenhang dazu, die Burg niemals gegen die Württemberger einzusetzen. 1341 erfolgte in einem Erbstreit nach dem Tod Heinrichs von Neidlingen eine Teilung der Burg zwischen zwei Brüdern von Neidlingen. 1370 gelangte ein Teil der Burg Sulzburg durch die Heirat von Agnes von Neidlingen in den Besitz von Funk Speth. Dieser erwarb den Rest der Burg von Werner von Neidlingen. Ab etwa 1395 wurde er mit dem Burg belehnt, sodass die Sulzburg württembergisches Lehen eines Zweigs der Herren von Speth war.
Während des Dreißigjährigen Krieges wurde die Burg 1634 von kaiserlichen Truppen besetzt und zerstört, danach aber wieder aufgebaut.
Nachdem die Speth ausgestorben waren, erhielt 1650 Philipp Ludwig von Cannstatt die Sulzburg als Lehen. Dessen Töchter verkauften die Anlage 1693 um 4.500 Gulden an die Herzoginmutter Magdalena Sibylle, die in Kirchheim residierende Witwe Herzog Wilhelm Ludwigs, welche die Burg nach ihrem Tod an Benjamin von Metzingen vererbte. Bis gegen 1700 wohnte ein alter Burgvogt oben, dann wurde das seit langem baufällige Gemäuer unbewohnbar. 1751 wurde schließlich begonnen die Burg abzubrechen, um das Baumaterial zu verkaufen. Durch den Einspruch des württembergischen Finanzbeamten in Kirchheim konnte der Abbruch allerdings gestoppt werden.
1966/67 wurde die Ruine gesichert und teilweise wiederaufgebaut.

## Beschreibung

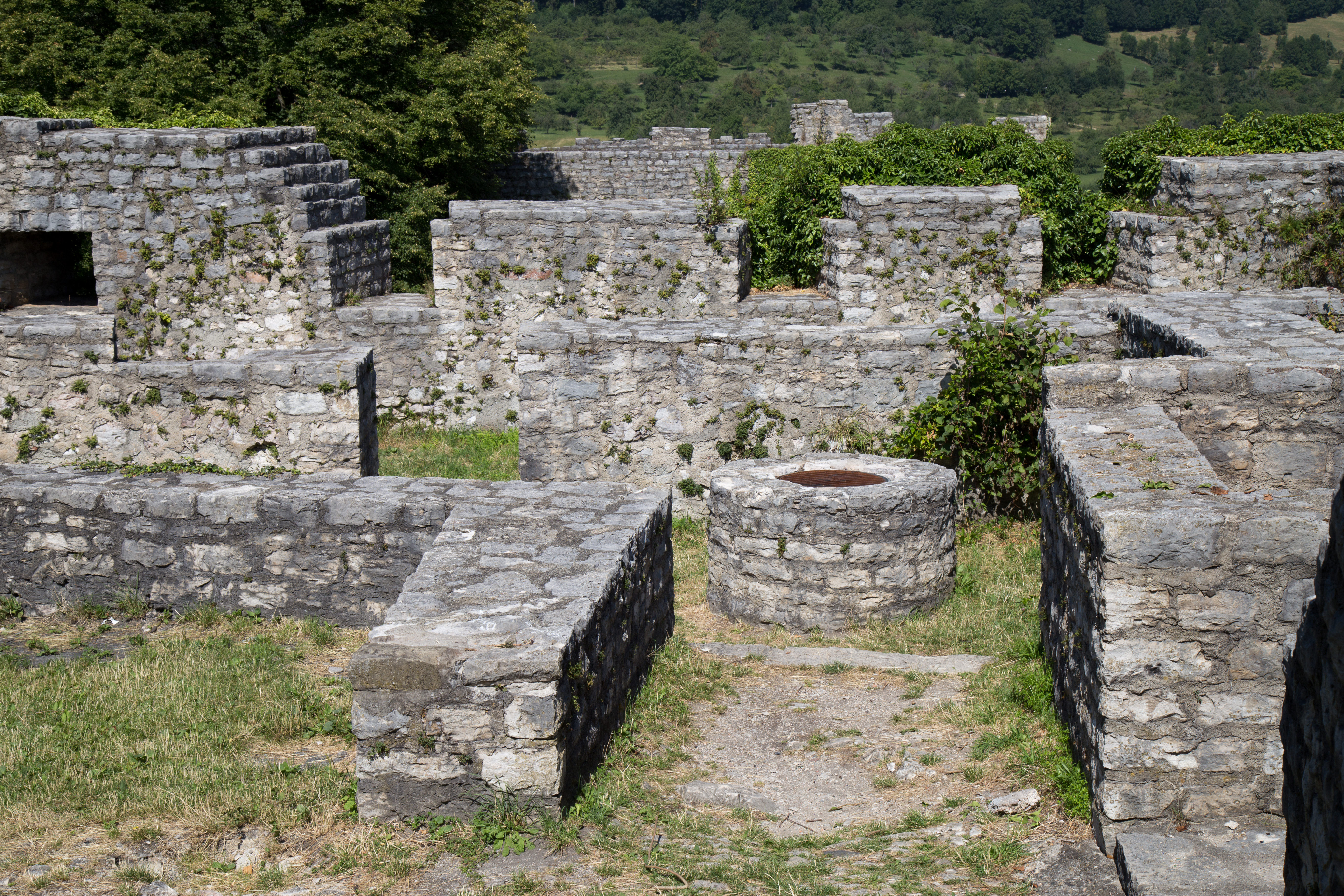
Mauerreste der Kernburg

Die Burg Sulzburg entstand während zwei Bauphasen, der gotischen des 14. Jahrhunderts und der Phase des Umbaus und der Erweiterung des 16. und 17. Jahrhunderts. 
Die Burg weist einen etwa rechteckigen Grundriss auf und gliedert sich in Vorburg und Kernburg. Ein äußerer Zwinger umfasst beide Bereiche. Die Vorburg befindet sich an der verteidigungstechnisch ungünstigsten Stelle. Die Schildmauer ist noch bis zur Wehrgangsbrüstung erhalten, 24 m lang, 1,9 m stark und 7,5 m hoch. Sie wurde in Bruchsteinmauerwerk mit dunklen Eckquadern errichtet und verknüpft Vorburg und Kernburg. Das Burgtor entstammt den Umbaumaßnahmen im 16. und 17. Jahrhundert, der ursprüngliche Zugang erfolgte vermutlich über die Südwestseite zum Tor auf der Südostseite. Hinter der Schildmauer befinden sich ein großes Wirtschaftsgebäude mit Scheuer, Ställen und Gewölbekeller, sowie ein Band- und Wagenhaus. Hinter dem Vorburghof liegt der innere Zwinger, dessen originaler Pflasterbelag erhalten ist. Der innere Zwinger umschließt die Kernburg von der Nordostseite aus. An der Zwingermauer befinden sich Rundtürme aus einer späteren Bauphase.
Die Kernburg besitzt 150 bis 215 cm dicke Mauern. Der Zutritt erfolgt durch das ehemalige Torhaus, welches in den schmalen Burghof führt, in dem eine Zisterne erhalten ist. Eine Besonderheit ist die gotische Pforte mit Tuffsteineinfassung in der südwestlichen Außenwand, die möglicherweise zu einer hölzernen Treppe in den verbreiterten Bereich des angrenzenden Zwingers führte. Rechts vom Burghof befindet sich der 13,6 × 4,2 m große alte und links der 17,2 × 9,8 m große neue Palas. Vom größeren der beiden Wohnbauten ist ein spitzbogiges Tonnengewölbe des Kellers am Torhaus erhalten. 1966/67 erstellte man hier auf den alten Grundmauern eine Aussichtsterrasse.
Nach einer Beschreibung von 1712 umfasste der neue Palas die Wohnung des Burgvogts, zwei Stockwerke mit sechs größeren Räumen, neun Kammern, zwei Küchen, vier Ställe und zwei Keller. Der alte Palas besaß zwei größere Räume, drei Kammern, eine Küche und einen großen gewölbten Keller.